# مونتيفالسيون
مونتيفالسيون ( ايربينو : Mundëfaucionë ) هي بلدة ومدينة تابعة لمقاطعة أفيلينو في منطقة كامبانيا بجنوب إيطاليا . تقع المدينة على تل يبلغ ارتفاعه في قمته 523 متر (1,716 قدم) فوق مستوى سطح البحر.
في عام 1861 كان موقع ثورة ضد الحكومة الإيطالية المشكلة حديثًا.

## الناس
- نيكولا مانشينو

## روابط خارجية
- الموقع الرسمي
- معلومات سياحية في Montefalcione